# Hormany
Hormany (lit. Armonai) − wieś na Litwie, w rejonie solecznickim, 2 km na południowy wschód od Podborza, zamieszkana przez 9 ludzi. Przed II wojną światową w Polsce, w powiecie lidzkim województwa nowogródzkiego.